# چهار دختر
چهار دختر (به انگلیسی: Four Daughters) فیلم درام موزیکال ۹۰ دقیقه‌ای به کارگردانی مایکل کورتیز است.
|  | پریسیلا لین در نقش Ann Lemp |  | جان گارفیلد در نقش Mickey Borden |
|  | رزماری لین در نقش Kay Lemp  |  | جفری لین در نقش Felix Deitz      |
|  | لولا لین در نقش Thea Lemp   |  | می رابسون در نقش Aunt Etta       |
|  | گیل پیج در نقش Emma Lemp    |  | فرانک مک‌هیو در نقش Ben Crowley   |
|  | کلود رینس در نقش Adam Lemp  |  | دیک فورن در نقش Ernest Talbot    |